# 淘气阿丹

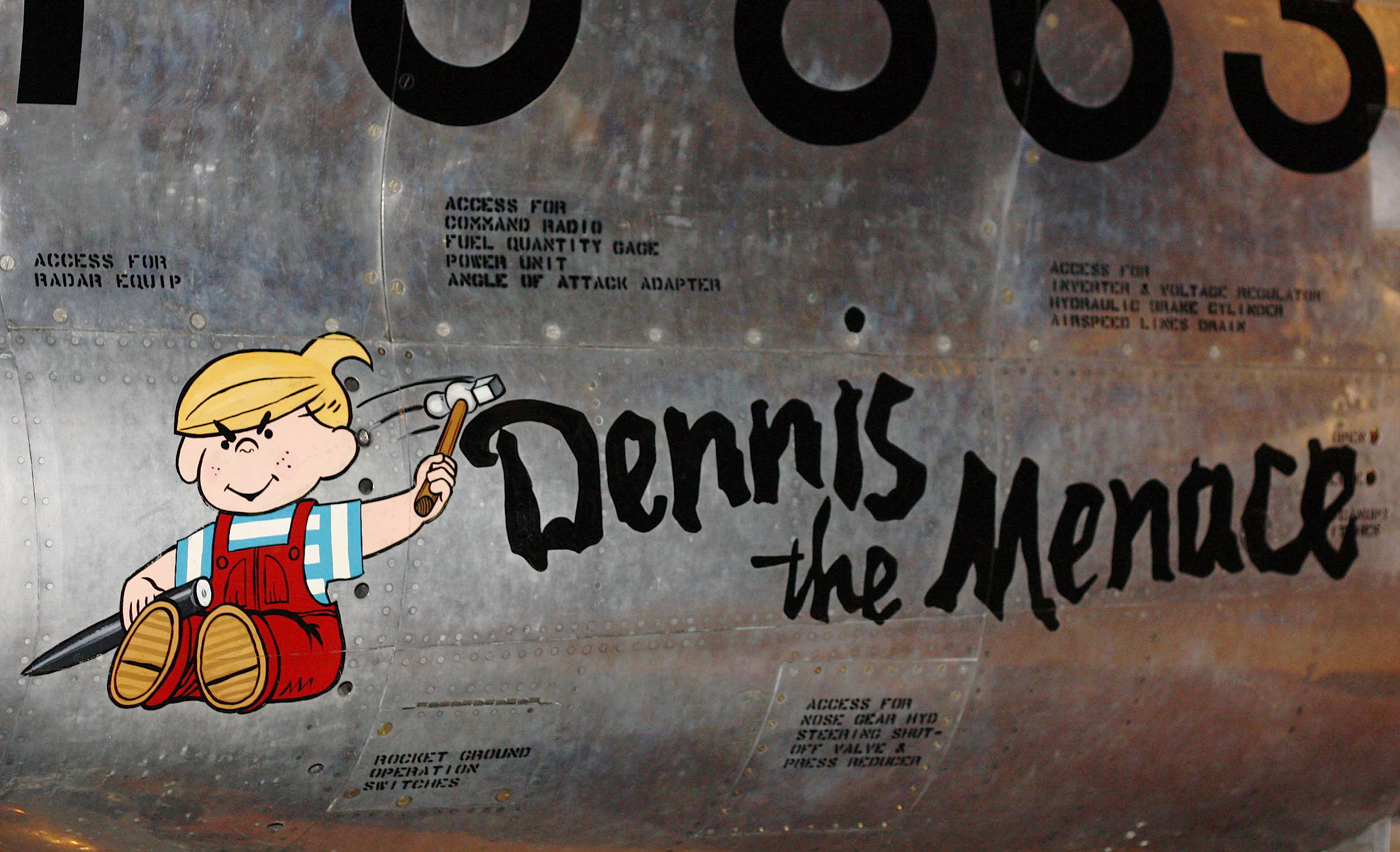
美国空军国家博物馆中的《淘气阿丹》

《淘气阿丹》（Dennis the Menace）是美国漫画作品，主角是五岁男孩「阿丹」丹尼斯，故事剧情是丹尼斯跟邻居威尔逊先生往来的主线。曾于1993年和1998年改编电影，并改编为电子游戏《淘气阿丹大冒险》（Dennis & Gnasher Adventures）。在台湾由《國語日報》以《淘氣的阿丹》為名連載。
电视动画版在台湾由中國電視公司首播，主题曲由李安 (音樂人)所写、中視兒童合唱團主唱。